# شو موگی
شو موگی (انگلیسی: Shu Mogi؛ زادهٔ ۱۵ ژانویهٔ ۱۹۹۹) بازیکن فوتبال اهل ژاپن است.
از باشگاه‌هایی که در آن بازی کرده‌است می‌توان به باشگاه فوتبال سرزو اوساکا اشاره کرد.